# 8er Sommerberg
De 8er Sommerberg is een kabelbaan in het skigebied op de Hintertuxer Gletscher in de Oostenrijks deelstaat Tirol. De kabelbaan werd in 2000 gebouwd door Doppelmayr en is uitgerust met cabines van het bedrijf Swoboda tegenwoordig beter bekend als Carvatech. De kabelbaan is de vervanger van een tweepersoons-stoeltjeslift die tot 1999 op dezelfde plek als de 8er Sommerberg liep. Sinds 2008 heeft het dalstation ook een dak gekregen, doordat de bouw van de GletscherBus I bijna was afgerond. De kabelbaan loopt vanuit het plaatsje Hintertux en gaat dan door naar de Sommerberg waarna men op de GletscherBus II, een 24-persoons Funitel of de 4er TuxerFernerhaus, een 4-persoons gondelbaan, kan opstappen. Naast de 8er Sommerberg loopt ook de GletscherBus I, een 24-persoons Funitel. De kabelbaan gaat 5 meter per seconde en heeft in totaal 57 cabines die op de baan kunnen worden gezet. Daarmee komt de totale capaciteit op 2400 personen per uur.
Bestaande kabelbanen:
150er Tux
· 4er Fernerhaus
· 8er Sommerberg
· 8SB Ahorn
· Ahornbahn
· DSB Ebenwald
· Eggalm-Nord
· Eggalmbahn
· Finkenberger Almbahn
· Finkenberger Almbahn II
· 6SB Gerent
· GletscherBus I
· GletscherBus II
· GletscherBus III
· 4SB Sunliner
· Horbergbahn
· 8SB Horbergjoch
· Katzenmoosbahn
· 6SB Knorren
· Kombibahn Penken
· Lämmerbichl
· Lärchwald Express
· 6SB Lattenalm
· 4SB Nordhang
· Penken-Express
· Penkenbahn
· Rastkogelbahn
· 6SB Schneekar
· 8SB Tappenalm
· 6SB Unterbergalm
· 6SB Wanglspitz

Verwijderde of vervangen liften:
3SB Penken